# Liste deutscher Metalbands
Die Liste deutscher Metalbands zählt namhafte deutsche Musikgruppen aus dem Genre Metal auf; sie stellt einen ausgelagerten Abschnitt der Liste deutscher Rockbands dar. Hard-Rock-Bands werden nur in die Liste aufgenommen, insofern sie auch Metal spielen. Zur Aufnahme in die Liste muss Wikipediarelevanz vorhanden sein.
Für Bands der Neuen Deutschen Härte existiert eine eigene Liste.
Zur Ergänzung dienen die Liste deutscher Metalmusiker sowie die Liste deutschsprachiger Metalalben.

## #
| Name          | Gründung | Auflösung | Herkunft      | Genre(s)          | Anmerkungen |
| ------------- | -------- | --------- | ------------- | ----------------- | ----------- |
| 10 Fold B-Low | 2001     | 2006      | Großraum Köln | Alternative Metal |             |

## A
| Name                       | Gründung               | Auflösung        | Herkunft                                                                                        | Genre(s)                               | Anmerkungen                                         |
| -------------------------- | ---------------------- | ---------------- | ----------------------------------------------------------------------------------------------- | -------------------------------------- | --------------------------------------------------- |
| Aaskereia                  | 1997                   |                  | Karlsruhe                                                                                       | Black Metal                            |                                                     |
| Abandoned                  | 1999                   |                  | Darmstadt                                                                                       | Thrash Metal                           |                                                     |
| Abraxas                    | 1995                   | 1998             | Mössingen                                                                                       | Power Metal, Progressive Metal         |                                                     |
| Abrogation                 | 1995                   |                  | Magdeburg                                                                                       | Melodic Death Metal                    |                                                     |
| Absurd                     | 1992                   |                  | Sondershausen                                                                                   | Pagan Metal, Rechtsrock                | Wird dem National Socialist Black Metal zugeordnet. |
| Accept                     | 1971, 1992, 2004, 2009 | 1989, 1997, 2005 | Solingen                                                                                        | Heavy Metal, Speed Metal, Power Metal  |                                                     |
| Accu§er                    | 1986, 2002, 2008       | 1996             | Kreuztal                                                                                        | Thrash Metal                           |                                                     |
| Adorned Brood              | 1993                   |                  | Grevenbroich                                                                                    | Folk Metal, Pagan Metal                |                                                     |
| Adversus                   | 2000                   |                  | Offenbach am Main                                                                               | Dark Metal                             |                                                     |
| Adversvm                   | 2016                   |                  | Niedersachsen                                                                                   | Funeral Doom                           |                                                     |
| Aeba                       | 1992                   | 2013             | Kiel                                                                                            | Black Metal                            |                                                     |
| Aegror                     | 2009                   |                  | Kerken                                                                                          | Death Metal, Black Metal               |                                                     |
| Aethernaeum                | 2012                   |                  | Berlin                                                                                          | Extreme Metal                          |                                                     |
| Aeverium                   | 2013                   |                  | Viersen                                                                                         | Alternative Metal                      |                                                     |
| African Corpse             | 2009                   |                  | Heilbronn                                                                                       | Death Metal, Thrash Metal              |                                                     |
| Agathodaimon               | 1995, 2020             | 2014             | Mainz                                                                                           | Dark Metal                             |                                                     |
| Agrypnie                   | 2004                   |                  | Groß-Gerau                                                                                      | Extreme Metal                          |                                                     |
| Ahab                       | 2004                   |                  | Mosbach                                                                                         | Death Doom, Funeral Doom               |                                                     |
| Akrea                      | 2004                   | 2014             | Erbendorf                                                                                       | Melodic Death Metal                    | gegründet als Inner Aggression                      |
| Alien Boys                 | 1987                   | 1994             | Hamburg                                                                                         | Doom Metal                             |                                                     |
| All Its Grace              | 2004                   |                  | Mainz                                                                                           | Metalcore, Melodic Death Metal         | gegründet als With All Its Grace                    |
| All Will Know              | 2010                   |                  | Mainz                                                                                           | Metalcore, Melodic Death Metal         |                                                     |
| Almanac                    | 2015                   |                  | Deutschland                                                                                     | Heavy Metal                            |                                                     |
| Anasarca                   | 1995                   |                  | Emden                                                                                           | Death Metal                            |                                                     |
| And There Will Be Blood    | 2011                   |                  | Holdorf und Osnabrück                                                                           | Metalcore, Death Metal                 | kurz: ATWBB                                         |
| Angel Dust                 | 1984                   |                  | Dortmund                                                                                        | Power Metal, Speed Metal, Thrash Metal |                                                     |
| Annisokay                  | 2007                   |                  | Halle (Saale)                                                                                   | Metalcore, Post-Hardcore               |                                                     |
| Any Given Day              | 2012                   |                  | Gelsenkirchen                                                                                   | Metalcore                              |                                                     |
| A.O.K.                     | 1987                   |                  | Frankfurt am Main                                                                               | Fun Metal                              |                                                     |
| Die Apokalyptischen Reiter | 1995                   |                  | Weimar                                                                                          | Metal                                  |                                                     |
| Apokrypha                  | 1999                   |                  | Würzburg                                                                                        | Extreme Metal                          |                                                     |
| Apophis                    | 1990                   |                  | Raum Stuttgart                                                                                  | Death Metal                            |                                                     |
| Arathorn                   | 1996                   |                  | Berlin                                                                                          | Pagan Metal                            |                                                     |
| Arroganz                   | 2008                   |                  | Cottbus                                                                                         | Black Metal                            |                                                     |
| Arson                      | 1999, 2019             | 2011             | Köln                                                                                            | Metalcore, Christlicher Metal          |                                                     |
| Árstíðir Lífsins           | 2008                   |                  | Münster/Kiel                                                                                    | Pagan Metal                            |                                                     |
| Arven                      | 2006                   | 2015             | Frankfurt am Main                                                                               | Symphonic Metal                        |                                                     |
| Ascheregen                 | 2017                   |                  | Deutschland                                                                                     | Heavy Metal                            |                                                     |
| Asenblut                   | 2007                   |                  | Göttingen                                                                                       | Melodic Death Metal                    |                                                     |
| Asgard                     | 1988                   | 1991             | Gießen                                                                                          | Power Metal, Speed Metal               | von 1988 bis 1990 Exray                             |
| Ash Return                 | 2019                   |                  | Walsrode                                                                                        | Alternative Metal, Hardcore Punk       | aus Miozän hervorgegangen                           |
| Assassin                   | 1982, 2002             | 1989             | Düsseldorf                                                                                      | Thrash Metal                           | als Satanica gegründet                              |
| Assorted Heap              | 1987                   | 1992             | Aurich                                                                                          | Thrash Metal                           |                                                     |
| At Vance                   | 1998                   |                  | Deutschland                                                                                     | Power Metal                            |                                                     |
| Atlantean Kodex            | 2005                   |                  | Vilseck                                                                                         | Heavy Metal, Epic Doom                 |                                                     |
| Atrocity                   | 1985                   |                  | Ludwigsburg                                                                                     | Death Metal, Dark Metal, teils NDH     |                                                     |
| Atanatos                   | 1993                   |                  | Jena                                                                                            | Thrash Metal                           |                                                     |
| Atargatis                  | 1997                   |                  | Regensburg                                                                                      | Symphonic Metal                        |                                                     |
| Attack                     | 1984                   |                  | Hannover                                                                                        | Power Metal                            |                                                     |
| Audio Kollaps              | 1998                   |                  | Hannover                                                                                        | Hardcore Punk, Crustcore, Death Metal  |                                                     |
| Autumnblaze                | 1996, 2008             | 2006             | Illingen                                                                                        | Christlicher Metal                     |                                                     |
| Avantasia                  | 2000                   |                  | Fulda (Frontmann Tobias Sammet und einige andere Musiker des Projektes stammen aus Deutschland) | Power Metal, Symphonic Metal           | Musikgruppe mit Projektcharakter                    |
| Axe Victims                | 1982                   | 1985             | Wuppertal                                                                                       | Heavy Metal                            |                                                     |
| Axxis                      | 1988                   |                  | Deutschland                                                                                     | Power Metal                            |                                                     |
| Ayahuasca                  | 2013                   |                  | Köln                                                                                            | Progressive Metal                      |                                                     |

## B
| Name                     | Gründung   | Auflösung | Herkunft                 | Genre(s)                            | Anmerkungen                      |
| ------------------------ | ---------- | --------- | ------------------------ | ----------------------------------- | -------------------------------- |
| BA'AL                    | 2002       | 2012      | Erfurt                   | Death Metal                         |                                  |
| Balgeroth                | 2015       |           | Stuttgart                | Metal                               | Sideprojekt von Debauchery       |
| Baphomet                 | 1986       | 1995      | Bietigheim               | Death Metal, Thrash Metal           |                                  |
| Basilisk                 | 1996       |           | Donaueschingen           | Dark Metal                          |                                  |
| Bastard                  | 1977       | 1983      | Hannover                 | Heavy Metal                         |                                  |
| Battlefield              | 1987       | ca. 1993  | Freiburg und Ludwigsburg | Thrash Metal, Power Metal           |                                  |
| Belmez                   | 1993       | 2001      | Annaberg-Buchholz        | Dark Metal                          |                                  |
| Beloved Enemy            | 2006, 2019 | 2013      | Deutschland              | Alternative Metal                   |                                  |
| Bergthron                | 1994       |           | Plauen                   | Pagan Metal                         |                                  |
| Berserker                | 2000       |           | Berlin                   | Metal, Deutschrock                  |                                  |
| Bethlehem                | 1991       |           | Grevenbroich             | Dark Metal, DBSM                    |                                  |
| Betray My Secrets        | 1997       |           | München                  | Ethno Metal                         |                                  |
| Beyond Surface           | 2001       |           | Mainz                    | Nu Metal                            |                                  |
| Beyond the Black         | 2014       |           | Mannheim                 | Symphonic Metal                     |                                  |
| Beyond the Bridge        | 1999       |           | Frankfurt am Main        | Progressive Metal, Progressive Rock | als Fall Out gegründet           |
| Beyond the Void          | 2000       | 2012      | München                  | Gothic Metal                        |                                  |
| Biest                    | 1980       | 2000      | Magdeburg                | Heavy Metal                         | DDR-Band                         |
| Bilskirnir               | 1996       |           | Hessen                   | Pagan Metal                         |                                  |
| Black Hawk               | 1981       |           | Mölln                    | Heavy Metal                         |                                  |
| Black Horizonz           | 1999       |           | Kamen                    | Black Metal                         | als Black Horizons gegründet     |
| Black Messiah            | 1992       |           | Gelsenkirchen            | Black Metal, Pagan Metal            |                                  |
| Black Moon Empire        | 1998       |           | Gronau                   | Death Metal                         |                                  |
| Black Shape of Nexus     | 2005       | 2016      | Mannheim                 | Sludge, Drone Doom                  |                                  |
| Black Space Riders       | 2008       |           | Münster                  | Stoner Metal                        |                                  |
| Black Torro              | 2006       |           | Hamburg                  | Nu Metal                            |                                  |
| Blackest Dawn            | 2002       |           | Rogätz                   | Death Metal                         | gegründet als Final Punch        |
| Blackeyed Blonde         | 1988, 2014 | 1997      | Saarbrücken              | Funk Metal                          |                                  |
| The Blackout Argument    | 2005       | 2011      | München                  | Metalcore                           |                                  |
| Blasphemous Putrefaction | 2017       |           | Kleve                    | Death Metal                         |                                  |
| Blind Guardian           | 1984       |           | Krefeld und Meerbusch    | Speed Metal, Power Metal            | gegründet als Lucifer’s Heritage |
| Blind Passengers         | 1987       | 2005      | Berlin                   | Alternative Metal                   |                                  |
| Blood                    | 1986       |           | Speyer                   | Deathgrind                          |                                  |
| Blood Red Angel          | 1999       | 2010      | Krefeld                  | Thrash Metal                        |                                  |
| Bloodflowerz             | 2001, 2015 | 2007      | Schwäbisch Hall          | Alternative Metal                   |                                  |
| Bloodland                | 2008       |           | Bad Dürrenberg           | Death Metal                         |                                  |
| Bloodred                 | 2009       |           | Oberstenfeld             | Death Metal                         |                                  |
| Bloodwork                | 2006       |           | Paderborn                | Melodic Death Metal                 |                                  |
| Bonfire                  | 1972       |           | Ingolstadt               | Heavy Metal                         |                                  |
| Braindeadz               | 2000       |           | Limburg an der Lahn      | Thrash Metal                        |                                  |
| Brainstorm               | 1989       |           | Gerstetten               | Power Metal                         |                                  |
| Bullet                   | 1978       | 1986      | Bochum                   | Heavy Metal                         | gegründet als Teaser             |
| Bury My Sins             | 2004       | 2011      | Deutschland              | Metalcore, Death Metal              |                                  |
| By Brute Force           | 2001       | 2024      | Gummersbach              | Death Metal                         |                                  |

## C
| Name                           | Gründung   | Auflösung | Herkunft              | Genre(s)                                  | Anmerkungen               |
| ------------------------------ | ---------- | --------- | --------------------- | ----------------------------------------- | ------------------------- |
| Caliban                        | 1997       |           | Hattingen             | Melodic Hardcore, Metalcore               | gegründet als Never Again |
| Callejon                       | 2002       |           | Düsseldorf            | Metalcore, Metal                          |                           |
| Callider                       | 2020       |           | Nürnberg              | Melodic Death Metal                       |                           |
| Canterra                       | 2006       |           | Leipzig               | Symphonic Metal                           |                           |
| Centaur                        | 1989       | 2011      | Duisburg              | Heavy Metal                               |                           |
| Centaurus-A                    | 2000       |           | Köln                  | Technical Death Metal, Thrash Metal       |                           |
| Chinchilla                     | 1988, 1994 | 1990      | Böblingen             | Power Metal                               |                           |
| Chris Boltendahl’s Steelhammer | 2023       |           | Gladbeck              | Power Metal                               |                           |
| Cock and Ball Torture          | 1997       |           | Altenmarkt an der Alz | Goregrind, Porngrind, Death Metal         |                           |
| Coppelius                      | 1997       |           | Berlin                | Metal                                     |                           |
| Concept Insomnia               | 2004       |           | Frankfurt am Main     | Progressive Metal, Melodic Death Metal    |                           |
| Contradiction                  | 1989       |           | Wuppertal             | Thrash Metal                              |                           |
| Coronatus                      | 1999       |           | Ludwigsburg           | Symphonic Metal, Folk Metal               |                           |
| Crematory                      | 1991       |           | Westhofen             | Gothic Metal                              |                           |
| Cryptic Wintermoon             | 1993       |           | Münchberg             | Dark Metal                                |                           |
| Custard                        | 1987       |           | Herne                 | Heavy Metal, Power Metal                  |                           |
| Cripper                        | 2005       |           | Hannover              | Thrash Metal                              |                           |
| Cytotoxin                      | 2010       |           | Chemnitz              | Brutal Death Metal, Technical Death Metal |                           |
| Cypecore                       | 2007       |           | Mannheim              | Melodic Death Metal                       |                           |

## D
| Name                   | Gründung   | Auflösung  | Herkunft                  | Genre(s)                                                               | Anmerkungen |
| ---------------------- | ---------- | ---------- | ------------------------- | ---------------------------------------------------------------------- | ----------- |
| Dante                  | 2006       |            | Augsburg                  | Progressive Metal                                                      |             |
| Dark at Dawn           | 1993, 2012 | 2007       | Harz                      | Power Metal                                                            |             |
| Dark Fortress          | 1994       | 2023       | Landshut                  | Black Metal                                                            |             |
| Dark Sky               | 1982       |            | Rottweil                  | Hard Rock, Hair Metal, Heavy Metal, Power Metal, Adult Orientated Rock |             |
| Davidian               | 1997       |            | Plüderhausen              | Thrash Metal, Melodic Death Metal                                      |             |
| Dawn of Destiny        | 2005       |            | Bochum                    | Power Metal                                                            |             |
| Dead Alone             | 2004       |            | Raum München              | Death Metal                                                            |             |
| Dead Emotions          | 1996       | 2010       | Freising                  | Death Metal                                                            |             |
| Death Comes in Waves   | 2013       |            | Recklinghausen            | Melodic Death Metal, Extreme Metal                                     |             |
| Death Reality          | 1996       | 2007       | Leipzig                   | Death Metal                                                            |             |
| Debauchery             | 2003       |            | Stuttgart                 | Death Metal                                                            |             |
| Defeated Sanity        | 1994       |            | Dachsbach                 | Technical Death Metal, Brutal Death Metal                              |             |
| Deja Vu                | 1987       |            | Straubing                 | Heavy Metal, Power Metal                                               |             |
| Delirious              | 1990       |            | Hamm                      | Thrash Metal                                                           |             |
| Delirium Tremens       | 1996       |            | Bamberg                   | Thrash Metal                                                           |             |
| Demorphed              | 2010       |            | Pforzheim                 | Death Metal, Thrash Metal                                              |             |
| Depression             | 1989       |            | Lüdenscheid               | Death Metal, Grindcore                                                 |             |
| Der Weg einer Freiheit | 2009       |            | Würzburg                  | Post-Black-Metal, Extreme Metal                                        |             |
| Desaster               | 1988, 1992 | 1990       | Koblenz                   | Black Metal, Thrash Metal, Extreme Metal                               |             |
| Deserted Fear          | 2007       |            | Eisenberg                 | Death Metal                                                            |             |
| Destruction            | 1982       |            | Weil am Rhein             | Thrash Metal                                                           |             |
| Deztroyer              | 1986       | 1991       | Darmstadt                 | Thrash Metal                                                           |             |
| Dies Ater              | 1994, 2010 | 2009, 2014 | Berlin                    | Black Metal                                                            |             |
| Dionysus               | 1999       |            | Deutschland, Skandinavien | Melodic Power Metal                                                    |             |
| Disillusion            | 1994       |            | Leipzig                   | Progressive Metal                                                      |             |
| Division Speed         | 2008       |            | Leipzig                   | Thrash Metal, Speed Metal                                              |             |
| Dominum                | 2022       |            | Nürnberg                  | Power Metal                                                            |             |
| Donnerkopf             | 2003       |            | Hannover                  | Metal, Hard Rock                                                       |             |
| Drautran               | 1996       |            | Kiel                      | Viking Metal, Pagan Metal                                              |             |
| Dreamscape             | 1986       |            | München                   | Progressive Metal                                                      |             |
| Drowned                | 1992       |            | Berlin                    | Death Metal                                                            |             |
| Dust Bolt              | 2006       |            | Landsberg am Lech         | Thrash Metal                                                           |             |
| Dvalin                 | 2010       |            | Würzburg                  | Heavy Metal, Pagan Metal, Progressive Metal                            |             |
| Dying Phoenix          | 2011       |            | Berlin                    | Symphonic Metal, Power Metal, Melodic Metal                            |             |

## E
| Name                      | Gründung   | Auflösung | Herkunft                            | Genre(s)                                            | Anmerkungen                                                                    |
| ------------------------- | ---------- | --------- | ----------------------------------- | --------------------------------------------------- | ------------------------------------------------------------------------------ |
| Eden weint im Grab        | 2002       |           | Berlin                              | Dark Metal                                          |                                                                                |
| Edgedown                  | 2008       |           | Freilassing                         | Heavy Metal                                         |                                                                                |
| Edge of Thorns            | 1996       |           | Bitburg                             | Power Metal                                         |                                                                                |
| Edguy                     | 1992       |           | Fulda                               | Power Metal                                         |                                                                                |
| Eïs                       | 2005       |           | Porta Westfalica                    | Post-Black-Metal, Dark Metal                        | gegründet als Geïst                                                            |
| Eisblut                   | 2004       |           | Tambach-Dietharz                    | Death Metal                                         |                                                                                |
| Eisregen                  | 1995       |           | Tambach-Dietharz                    | Dark Metal                                          |                                                                                |
| Elivagar                  | 2005       | 2010      | Schaumburg                          | Pagan Metal, Folk Metal                             |                                                                                |
| Emerald Edge              | 2002       |           | Raum Düsseldorf                     | Progressive Metal, Rock                             |                                                                                |
| Emigrate                  | 2004       |           | Europa                              | Alternative Rock, Industrial Rock                   | internationales Soloprojekt des Rammstein-Gitarristen Kruspe mit Bandcharakter |
| Emil Bulls                | 1995       |           | München                             | Nu Metal, Crossover, Stoner Rock, Alternative Metal |                                                                                |
| Empire                    | 2000       |           | Deutschland, Vereinigtes Königreich | Heavy Metal                                         |                                                                                |
| Empyrium                  | 1994, 2010 | 2002      | Hendungen                           | Metal (Frühphase), Neofolk, Neoklassik (Spätphase)  |                                                                                |
| Endstille                 | 2000       |           | Deutschland                         | Extreme Metal                                       |                                                                                |
| Entartung                 | 2011       |           | Limburg an der Lahn                 | Black Metal                                         |                                                                                |
| Epicedium                 | 1996       |           | Frankfurt am Main                   | Death Metal                                         |                                                                                |
| Electric Callboy          | 2010       |           | Castrop-Rauxel                      | Metalcore, Trancecore                               |                                                                                |
| Equilibrium               | 2001       |           | Maisach                             | Pagan Metal, Power Metal                            |                                                                                |
| Eremit                    | 2015       |           | Osnabrück                           | Sludge                                              |                                                                                |
| Ewigheim                  | 1999       |           | Thüringen                           | Dark Metal                                          |                                                                                |
| Excrementory Grindfuckers | 2001       |           | Hannover                            | Fun Metal                                           |                                                                                |

## F
| Name                | Gründung | Auflösung | Herkunft      | Genre(s)                                                             | Anmerkungen                                 |
| ------------------- | -------- | --------- | ------------- | -------------------------------------------------------------------- | ------------------------------------------- |
| Falkenbach          | 1989     |           | Düsseldorf    | Pagan Metal, Viking Metal                                            |                                             |
| Farmer Boys         | 1994     |           | Stuttgart     | Alternative Metal                                                    |                                             |
| Fäulnis             | 2003     |           | Hamburg       | Extreme Metal                                                        |                                             |
| Feuerschwanz        | 2004     |           | Erlangen      | Folk Metal                                                           | Seit 2018 Folk Metal, zuvor Mittelalterrock |
| Fimbulvet           | 2003     |           | Schmalkalden  | Pagan Metal                                                          |                                             |
| Final Cry           | 1989     |           | Weserbergland | Thrash Metal, Melodic Death Metal                                    | als Parricide gegründet                     |
| Final Depravity     | 2007     |           | Gelsenkirchen | Metal, Thrash Metal, Groove Metal                                    |                                             |
| Firtan              | 2010     |           | Lörrach       | Post-Black-Metal                                                     |                                             |
| Finsterforst        | 2004     |           | Schwarzwald   | Folk Metal                                                           |                                             |
| Fjoergyn            | 2003     |           | Jena          | Avantgarde Metal, Black Metal, Folk Metal, Pagan Metal, Gothic Metal |                                             |
| Flame, Dear Flame   | 2017     |           | Braunschweig  | Atmospheric Doom, Epic Doom                                          |                                             |
| The Fog             | 2013     |           | Mainz         | Death Doom                                                           |                                             |
| Freedom Call        | 1998     |           | Nürnberg      | Power Metal                                                          |                                             |
| From Fall to Spring | 2008     |           | Neunkirchen   | Post-Hardcore, Nu Metal                                              | als Basement Project gegründet              |
| Fvneral Fvkk        | 2015     |           | Hamburg       | Epic Doom                                                            |                                             |
| Fyrnask             | 2008     |           | Bonn          | Atmospheric Black Metal, Extreme Metal                               |                                             |

## G
| Name                   | Gründung | Auflösung | Herkunft          | Genre(s)                             | Anmerkungen |
| ---------------------- | -------- | --------- | ----------------- | ------------------------------------ | ----------- |
| Gamma Ray              | 1989     |           | Hamburg           | Speed Metal, Power Metal             |             |
| Galloglass             | 1999     | 2007      | Hannover          | Power Metal                          |             |
| Germanen Blut          | 2000     | 2013      |                   | Pagan Metal                          |             |
| Gernotshagen           | 1999     |           | Trusetal          | Pagan Metal                          |             |
| GHØSTKID               | 2020     |           | Gelsenkirchen     | Metal                                |             |
| Gloryful               | 2009     |           | Ruhrgebiet        | Metal                                |             |
| Gorilla Monsoon        | 2001     |           | Dresden           | Stoner Doom                          |             |
| Grabak                 | 1995     |           | Leipzig           | Black Metal                          |             |
| Grailknights           | 2002     |           | Hannover          | Melodic Death Metal, Power Metal     |             |
| Gratzug                | 2011     | 2019      | Bayern            | Extreme Metal, Pagan Metal           |             |
| Grave Digger           | 1980     |           | Gladbeck          | Heavy Metal, Power Metal, Folk Metal |             |
| The Green River Burial | 2008     | 2016      | Frankfurt am Main | Metalcore, Hardcore Punk             |             |
| Grimoire de Occulte    | 2011     |           | Aachen            | Death Doom                           |             |
| Gutrectomy             | 2011     |           | Lörrach           | Slam Death Metal, Deathcore          |             |

## H
| Name              | Gründung | Auflösung | Herkunft             | Genre(s)                           | Anmerkungen                                      |
| ----------------- | -------- | --------- | -------------------- | ---------------------------------- | ------------------------------------------------ |
| Haggard           | 1989     |           | München              | Symphonic Metal                    |                                                  |
| Halgadom          | 1999     |           | Deutschland          | Pagan Metal, Viking Metal, Neofolk | sowohl Metal- als auch Neofolk-Alben             |
| Halls of Oblivion | 2007     |           | Stuttgart            | Melodic Death Metal                |                                                  |
| Hate Squad        | 1993     |           | Hannover             | Thrash Metal, Metalcore            |                                                  |
| Hatred            | 1998     |           | Schweinfurt, Bamberg | Thrash Metal                       |                                                  |
| Headstone Epitaph | 1987     |           | Mosbach              | Power Metal                        |                                                  |
| Heavatar          | 2012     |           | Deutschland          | Power Metal                        |                                                  |
| Heavens Gate      | 1987     | 1999      | Wolfsburg            | Heavy Metal                        |                                                  |
| Heaven Shall Burn | 1996     |           | Saalfeld/Saale       | Melodic Death Metal, Metalcore     | gegründet als Before the Fall                    |
| Heimdalls Wacht   | 2004     |           | Ahlen                | Pagan Metal                        |                                                  |
| Hel               | 1994     | 2012      | Lüdenscheid          | Pagan Metal                        |                                                  |
| Helloween         | 1984     |           | Hamburg              | Speed Metal, Power Metal           |                                                  |
| Helritt           | 2005     |           | Thüringen            | Pagan Metal                        |                                                  |
| Helrunar          | 2001     |           | Münster/Osnabrück    | Pagan Metal                        |                                                  |
| Hiraes            | 2020     |           | Osnabrück            | Melodic Death Metal                | Mitglieder aus Dawn of Disease und Critical Mess |
| Holy Moses        | 1980     |           | Aachen               | Thrash Metal                       |                                                  |
| Horn              | 2002     |           | Paderborn            | Extreme Metal, Black Metal         |                                                  |
| Human Fortress    | 1997     |           | Hannover             | Power Metal                        |                                                  |
| Human Prey        | 2010     |           | Leipzig              | Death Metal                        |                                                  |

## I
| Name           | Gründung | Auflösung | Herkunft   | Genre(s)                               | Anmerkungen |
| -------------- | -------- | --------- | ---------- | -------------------------------------- | ----------- |
| Impending Doom | 1995     | 2003      | Thüringen  | Black Metal, Death Metal, Thrash Metal |             |
| Iron Angel     | 1980     |           | Hamburg    | Speed Metal, Thrash Metal, Power Metal |             |
| Iron Savior    | 1996     |           | Hamburg    | Power Metal                            |             |
| Ivory Tower    | 1996     |           | Nordelbien | Progressive Metal, Heavy Metal         |             |

## J
| Name        | Gründung | Auflösung | Herkunft | Genre(s)    | Anmerkungen |
| ----------- | -------- | --------- | -------- | ----------- | ----------- |
| Jack Slater | 1995     | 2011      | Bonn     | Death Metal |             |
| J.B.O.      | 1989     |           | Erlangen | Fun Metal   |             |

## K
| Name             | Gründung | Auflösung | Herkunft    | Genre(s)                             | Anmerkungen                                                                |
| ---------------- | -------- | --------- | ----------- | ------------------------------------ | -------------------------------------------------------------------------- |
| Kali Yuga        | 2006     |           | Gera        | Melodic Death Metal                  |                                                                            |
| Kambrium         | 2005     |           | Helmstedt   | Death Metal                          |                                                                            |
| Kanonenfieber    | 2020     |           | Bamberg     | Death Metal                          |                                                                            |
| Katharsis        | 1994     |           | Zwickau     | Black Metal                          |                                                                            |
| Kissin’ Dynamite | 2002     |           | Burladingen | Heavy Metal, Glam Metal, Power Metal |                                                                            |
| Knorkator        | 1994     |           | Berlin      | Rock, Fun Metal                      |                                                                            |
| Kreator          | 1982     |           | Essen       | Thrash Metal                         | gegründet als Tyrant, 1983 umbenannt in Tormentor, 1984 abermals umbenannt |
| Kromlek          | 2004     | 2012      | Schweinfurt | Pagan Metal                          |                                                                            |
| Krypteria        | 2003     |           | Aachen      | Symphonic Metal                      |                                                                            |

## L
| Name                  | Gründung | Auflösung | Herkunft                 | Genre(s)                                        | Anmerkungen                                    |
| --------------------- | -------- | --------- | ------------------------ | ----------------------------------------------- | ---------------------------------------------- |
| Lamera                | 2004     |           | Mannheim                 | Groove Metal                                    |                                                |
| Lanfear               | 1993     |           | Süddeutschland           | Power Metal                                     |                                                |
| Lantlôs               | 2005     |           | Rheda                    | Blackgaze, Post-Rock                            |                                                |
| Leaves’ Eyes          | 2003     |           | Deutschland, Norwegen    | Symphonic Metal                                 |                                                |
| Lesson in Violence    | 2019     |           | Schweinfurt              | Thrash Metal                                    |                                                |
| Lindemann             | 2015     |           | Berlin und Stockholm     | Alternative Metal                               | Deutsch-schwedisches Duo (Lindemann, Tägtgren) |
| Long Distance Calling | 2006     |           | Münster                  | Post-Rock, Post-Metal                           |                                                |
| Love Like Blood       | 1988     | 2011      | Geislingen an der Steige | Gothic Rock, Dark Wave, Hard Rock, Gothic Metal |                                                |
| Lyriel                | 2003     |           | Gummersbach              | Folk Metal                                      |                                                |

## M
| Name                    | Gründung   | Auflösung | Herkunft                                                                      | Genre(s)                                         | Anmerkungen                                                                          |
| ----------------------- | ---------- | --------- | ----------------------------------------------------------------------------- | ------------------------------------------------ | ------------------------------------------------------------------------------------ |
| Macbeth                 | 1985, 2004 | 1993      | Erfurt                                                                        | Heavy Metal, Thrash Metal                        |                                                                                      |
| Majesty                 | 1997       |           | Deutschland                                                                   | Heavy Metal, True Metal                          | 2007 aufgelöst und als MetalForce neugegründet, 2011 wieder als Majesty neugegründet |
| Manos                   | 1984       |           | Querfurt                                                                      | Thrash Metal, Death Metal                        |                                                                                      |
| Masterplan              | 2002       |           | Europa, Vereinigte Staaten (Vornehmlich deutsche, z. T. auch andere Nationen) | Power Metal                                      |                                                                                      |
| Mavis                   | 2019       |           | Stuttgart                                                                     | Metalcore                                        |                                                                                      |
| Mekong Delta            | 1985       |           | Westdeutschland                                                               | Progressive Metal, Thrash Metal                  |                                                                                      |
| Menhir                  | 1995       |           | Schmalkalden                                                                  | Pagan Metal                                      |                                                                                      |
| Metalium                | 1998       | 2011      | Hamburg                                                                       | Heavy Metal                                      |                                                                                      |
| Midnattsol              | 2002       |           | Deutschland, Norwegen                                                         | Folk Metal, Symphonic Metal                      |                                                                                      |
| Milking the Goatmachine | 2008       |           | Berlin                                                                        | Deathgrind, Grindcore                            |                                                                                      |
| Minas Morgul            | 1997       |           | Frankfurt (Oder)                                                              | Pagan Metal                                      |                                                                                      |
| Mindead                 | 2001       |           | Stuttgart/Ludwigsburg                                                         | Modern Metal, Metalcore                          |                                                                                      |
| Mob Rules               | 1994       |           | Wilhelmshaven                                                                 | Power Metal                                      |                                                                                      |
| Munarheim               | 2007       |           | Coburg                                                                        | Symphonic Black Metal                            |                                                                                      |
| Myra                    | 2003       |           | Leipzig                                                                       | Post-Hardcore, Thrash Metal, Melodic Death Metal |                                                                                      |
| Mystic Prophecy         | 2001       |           | Bad Grönenbach                                                                | Power Metal                                      |                                                                                      |

## N
| Name                | Gründung | Auflösung | Herkunft          | Genre(s)                                               | Anmerkungen |
| ------------------- | -------- | --------- | ----------------- | ------------------------------------------------------ | ----------- |
| Nacht               | 2001     |           | Aachen            | Black Metal                                            |             |
| Nachtblut           | 2005     |           | Osnabrück         | Dark Metal                                             |             |
| Nachtschatten       | 2010     |           | Karlsruhe         | Melodic Death Metal                                    |             |
| Nailed to Obscurity | 2005     |           | Esens             | Melodic Death Metal, Death Doom                        |             |
| Neànder             | 2017     |           | Berlin            | Instrumentaler Post-Metal                              |             |
| Necrophagist        | 1992     | 2016      | Gaggenau          | Technical Death Metal                                  |             |
| Necros Christos     | 2001     | 2021      | Gaggenau          | Death Doom                                             |             |
| Necrotic Flesh      | 2001     |           | Kelheim           | Death Metal                                            |             |
| Night in Gales      | 1995     |           | Voerde            | Melodic Death Metal                                    |             |
| Niht                | 2017     |           | Bayern            | Black Metal                                            |             |
| Nordglanz           | 1999     |           | Frankfurt am Main | National Socialist Black Metal, Rock Against Communism |             |
| Nothgard            | 2008     |           | Deggendorf        | Melodic Death Metal, Pagan Metal                       |             |
| Nyctophobic         | 1992     | 2010      | Mannheim          | Deathgrind                                             |             |

## O
| Name                | Gründung   | Auflösung | Herkunft          | Genre(s)                                         | Anmerkungen |
| ------------------- | ---------- | --------- | ----------------- | ------------------------------------------------ | ----------- |
| Obscura             | 2002       |           | Landshut          | Technical Death Metal                            |             |
| Obscure Infinity    | 2007       |           | Westerwald        | Death Metal                                      |             |
| Obscurity           | 1997       |           | Velbert           | Melodic Death Metal, Black Metal, Viking Metal   |             |
| The Ocean           | 2000       |           | Berlin            | Post-Metal, Alternative Metal, Progressive Metal |             |
| Odal                | 1999       |           | Thüringen         | Pagan Metal                                      |             |
| Odium               | 1993       |           | Frankfurt am Main | Thrash Metal, Power Metal                        |             |
| Odroerir            | 1998       |           | Thüringen         | Pagan Metal                                      |             |
| Ophis               | 2001       |           | Hamburg           | Death Doom                                       |             |
| Orden Ogan          | 1996       |           | Arnsberg          | Power Metal, Folk Metal                          |             |
| Over Your Threshold | 2006       |           | München           | Progressive Death Metal                          |             |
| Outrage             | 1983, 2008 | 1988      | Pforzheim         | Thrash Metal                                     |             |

## P
| Name               | Gründung   | Auflösung | Herkunft    | Genre(s)                               | Anmerkungen |
| ------------------ | ---------- | --------- | ----------- | -------------------------------------- | ----------- |
| Panzerballett      | 2004       |           | München     | Jazzcore, Jazzrock, Metal, Funk        |             |
| Paradox            | 1986, 1999 | 1991      | Würzburg    | Thrash Metal, Speed Metal, Power Metal |             |
| Paragon            | 1990       |           | Hamburg     | Power Metal, Heavy Metal               |             |
| Parasite Inc.      | 2007       |           | Aalen       | Melodic Death Metal                    |             |
| Payne’s Gray       | 1988       | 1998      | Karlsruhe   | Progressive Metal                      |             |
| Philosopher        | 2003       |           | Chemnitz    | Death Metal                            |             |
| Poverty’s No Crime | 1991       |           | Twistringen | Progressive Metal                      |             |
| Powerwolf          | 2003       |           | Saarbrücken | Power Metal                            |             |
| Primal Fear        | 1997       |           | Deutschland | Speed Metal, Power Metal               |             |
| Pripjat            | 2011       |           | Köln        | Thrash Metal                           |             |
| The Prophecy 23    | 2002       |           | Deutschland | Thrash Metal                           |             |
| Pyracanda          | 1987       | 1997      | Koblenz     | Thrash Metal                           |             |

## R
| Name            | Gründung   | Auflösung | Herkunft              | Genre(s)                              | Anmerkungen                 |
| --------------- | ---------- | --------- | --------------------- | ------------------------------------- | --------------------------- |
| Rage            | 1984       |           | Herne                 | Power Metal, Heavy Metal              | gegründet als Avenger       |
| Rinderwahnsinn  | 1993       | 2001      | Frankfurt am Main     | Metal                                 |                             |
| Rebellion       | 2000       |           | Gesamtes Bundesgebiet | Power Metal                           |                             |
| Red Circuit     | 2006       |           | Wiesbaden             | Progressive Rock, Progressive Metal   |                             |
| Regicide        | 2001       | 2013      | Oldenburg             | Gothic Metal                          |                             |
| Revel in Flesh  | 2011       |           | Schwäbisch Gmünd      | Death Metal                           |                             |
| Riger           | 1996       |           | Frankfurt (Oder)      | Pagan Metal, Viking Metal             |                             |
| Rise of Kronos  | 2010       |           | Hamburg               | Death Metal                           | als Surface gegründet       |
| Rising Insane   | 2012       |           | Ganderkesee, Hude     | Metalcore                             |                             |
| Rostok Vampires | 1986, 2001 | 1993      | Dortmund              | Thrash Metal, Crossover               |                             |
| Running Wild    | 1976, 2011 | 2009      | Hamburg               | Heavy Metal, Speed Metal, Power Metal | gegründet als Granite Heart |
| Runenwacht      | 2011       |           | Esslingen             | Pagan Metal                           |                             |

## S
| Name               | Gründung   | Auflösung  | Herkunft            | Genre(s)                                      | Anmerkungen                                                                           |
| ------------------ | ---------- | ---------- | ------------------- | --------------------------------------------- | ------------------------------------------------------------------------------------- |
| Sacred Steel       | 1996       |            | Deutschland         | Heavy Metal, True Metal                       |                                                                                       |
| Sado Sathanas      | 1996       |            | Dresden             | Black Metal                                   |                                                                                       |
| Sacrificium        | 1993       |            | Deutschland         | Death Metal                                   | gegründet als Corpus Christi; gilt als erste christliche Death-Metal-Gruppe in Europa |
| Saltatio Mortis    | 2000       |            | Karlsruhe           | Mittelalterrock                               |                                                                                       |
| Samsas Traum       | 1996       |            | Wetzlar             | Dark Metal                                    |                                                                                       |
| Samurai Pizza Cats | 2021       |            | Castrop-Rauxel      | Metalcore, Deathcore, Trancecore              |                                                                                       |
| Sanvoisen          | 1990       | 2000       | Pforzheim           | Power Metal, Progressive Metal                |                                                                                       |
| Sapiency           | 2009       |            | Frankfurt am Main   | Melodic Death Metal                           |                                                                                       |
| Savage Circus      | 2004       |            | Deutschland         | Power Metal                                   |                                                                                       |
| Saxorior           | 1994       |            | Pirna               | Melodic Black Metal, Pagan Metal              |                                                                                       |
| Scanner            | 1986       |            | Nordrhein-Westfalen | Power Metal, Speed Metal                      |                                                                                       |
| Schattenvald       | 1998       |            | Münchberg           | Extreme Metal, Black Metal                    |                                                                                       |
| Schwarzer Engel    | 2007       |            | Stuttgart           | Dark Metal, Symphonic Metal                   |                                                                                       |
| Scorpions          | 1965       |            | Hannover            | Hard Rock, Heavy Metal                        | gegründet als Nameless                                                                |
| Secret Discovery   | 1989       |            | Bochum              | Dark Rock, Gothic Metal, Gothic Rock          |                                                                                       |
| Seelenwinter       | 1987       | 1996       | Güstrow             | Thrash Metal, Progressive Metal               | gegründet als Excenter                                                                |
| Seeking Raven      | 2012       | 2020       | Ruhrgebiet          | Progressive Metal, Folk Metal                 | Nachfolgeband: Blossom Cult                                                           |
| Seventh Avenue     | 1989       | 2012       | Wolfsburg           | Christlicher Metal                            |                                                                                       |
| Siechtum           | 2005       |            | Eberswalde          | Extreme Metal, Black Metal                    |                                                                                       |
| Sieges Even        | 1986, 2000 | 1999, 2008 | München             | Progressive Metal                             |                                                                                       |
| Silent Force       | 1999       |            | Karlsruhe           | Power Metal                                   |                                                                                       |
| Silverlane         | 2005       |            | Forchheim           | Power Metal                                   |                                                                                       |
| Sinner             | 1980       |            | Esslingen           | Power Metal                                   |                                                                                       |
| Slartibartfass     | 2005       |            | Ulm                 | Pagan Metal                                   |                                                                                       |
| Sober Truth        | 2007       |            | Siegburg            | Progressive Metal                             |                                                                                       |
| Solar Fragment     | 2003       |            | Dortmund            | Power Metal                                   |                                                                                       |
| Sodom              | 1982       |            | Gelsenkirchen       | Thrash Metal                                  |                                                                                       |
| Sons of Seasons    | 2007       |            | Deutschland         | Symphonic Metal                               |                                                                                       |
| Squealer           | 1984       |            | Schwalmstadt        | Thrash Metal, Speed Metal                     |                                                                                       |
| Storm Seeker       | 2013       |            | Neuss/Düsseldorf    | Folk Metal                                    |                                                                                       |
| Stormwarrior       | 1998       |            | Hamburg             | Power Metal, Speed Metal, True Metal          |                                                                                       |
| Stormwitch         | 1979       |            | Heidenheim          | Heavy Metal, Power Metal                      | auch bekannt als The Masters Of Black Romantic                                        |
| Strydegor          | 2007       |            | Schwerin            | Melodic Death Metal                           |                                                                                       |
| Subway to Sally    | 1990       |            | Potsdam             | Mittelalterrock, Folk Metal                   |                                                                                       |
| Suidakra           | 1994       |            | Monheim am Rhein    | Melodic Death Metal, Celtic Metal, Folk Metal | gegründet als Gloryfication                                                           |
| Superior           | 1992       | 2007       | Kaiserslautern      | Progressive Metal                             |                                                                                       |
| Surturs Lohe       | 1996       |            |                     | Pagan Metal                                   |                                                                                       |
| Sycronomica        | 1996       |            | München             | Black Metal                                   |                                                                                       |
| Symphorce          | 1998       | 2011       | Stuttgart           | Power Metal                                   |                                                                                       |

## T
| Name                    | Gründung   | Auflösung | Herkunft                 | Genre(s)                               | Anmerkungen            |
| ----------------------- | ---------- | --------- | ------------------------ | -------------------------------------- | ---------------------- |
| Tankard                 | 1982       |           | Frankfurt am Main        | Thrash Metal                           |                        |
| Tarabas                 | 2004       |           | Magdeburg                | Melodic Death Metal, Pagan Metal       |                        |
| Taunusheim              | 1995       |           | Hessen                   | Viking Metal                           |                        |
| Tempers Creature        | 2008       |           | Bayerisch-Schwaben       | Depressive Black Metal                 |                        |
| Temple of Dread         | 2018       |           | Ostfriesland             | Death Metal                            |                        |
| Texas Local News        | 2011       |           | Frankfurt am Main        | Metalcore                              |                        |
| Thanateros              | 1999, 2019 |           | Bayern                   | Folk Metal                             |                        |
| Thormesis               | 2006       |           | Rothenburg ob der Tauber | Post-Black-Metal, Extreme Metal        |                        |
| Thorondir               | 2007       |           | Waldsassen               | Pagan Metal                            |                        |
| Thrudvangar             | 1998       |           | Köthen                   | Viking Metal                           |                        |
| Thyrgrim                | 2004       |           | Moers                    | Extreme Metal                          | gegründet als Kältetot |
| To the Rats and Wolves  | 2012       | 2020      | Essen                    | Trancecore                             |                        |
| Totenmond               | 1984       |           | Backnang                 | Extreme Metal                          | gegründet als Wermut   |
| Toxic Shock             | 1985       | 1992      | Eislingen/Fils           | Crossover, Hardcore Punk, Thrash Metal | gegründet als Mayhem   |
| Toxic Smile             | 1996       |           | Leipzig                  | Progressive Metal                      |                        |
| Tragedy of Mine         | 2011       |           | Osnabrück                | Melodic Death Metal                    |                        |
| Traitor                 | 2004       |           | Balingen                 | Thrash Metal                           |                        |
| Transilvanian Beat Club | 2005       |           | Tambach-Dietharz         | Metal                                  |                        |

## U
| Name                                    | Gründung   | Auflösung | Herkunft              | Genre(s)                                                                                   | Anmerkungen |
| --------------------------------------- | ---------- | --------- | --------------------- | ------------------------------------------------------------------------------------------ | --- |
| U.D.O.                                  | 1987, 1996 | 1991      | Westdeutschland       | Heavy Metal                                                                                | |
| Unchained Horizon                       | 2008       |           | Wilhelmshaven         | Heavy Metal                                                                                | |
| Undying Lust for Cadaverous Molestation | 2007       |           | Hohenstadt (Ahorn)    | Grindcore, Goregrind, Porngrind                                                            | |
| Undertow                                | 1993       |           | Ellwangen             | Metal                                                                                      | |
| Unisonic                                | 2009       |           | Gesamtes Bundesgebiet | Power Metal, Heavy Metal                                                                   | |
| Unprocessed                             | 2013       |           | Wiesbaden             | Progressive Rock, Progressive Metal, Djent, Alternative Metal, Alternative Rock, Metalcore | |
| Untoten                                 | 1994       |           | Berlin                | Grindcore, Thrash Metal, Gothic Rock, Dark Wave, Gothic Rock                               | als Metal-Band gegründet, nach dem Debüt-Album starke stilistische Veränderungen; inzwischen in Leipzig beheimatet |

## V
| Name             | Gründung | Auflösung | Herkunft    | Genre(s)                                       | Anmerkungen                                    |
| ---------------- | -------- | --------- | ----------- | ---------------------------------------------- | ---------------------------------------------- |
| Vanden Plas      | 1986     |           | Pfalz       | Progressive Metal                              |                                                |
| Varg             | 2005     |           | Coburg      | Pagan Metal, Viking Metal, Neue Deutsche Härte |                                                |
| Van Canto        | 2006     |           | Deutschland | Metal                                          | Vom Schlagzeug abgesehen, eine reine Vokalband |
| Vendetta         | 1984     |           | Schweinfurt | Thrash Metal                                   |                                                |
| Victory          | 1989     |           | Hannover    | Heavy Metal                                    |                                                |
| Victorius        | 2004     |           | Leipzig     | Power Metal                                    |                                                |
| The Vision Bleak | 2000     |           | Deutschland | Gothic Metal                                   |                                                |
| Voidhaven        | 2016     |           | Hamburg     | Melodic Death Doom                             |                                                |

## W
| Name                            | Gründung   | Auflösung | Herkunft   | Genre(s)                                                                   | Anmerkungen |
| ------------------------------- | ---------- | --------- | ---------- | -------------------------------------------------------------------------- | ----------- |
| Wallfahrer                      | ca. 2018   |           |            | Extreme Metal                                                              |             |
| Warlock                         | 1982       | 1988      | Düsseldorf | Heavy Metal                                                                |             |
| Warpath                         | 1991, 2014 | ca. 1996  | Hamburg    | Thrash Metal                                                               |             |
| Warrant                         | 1983       |           | Düsseldorf | Speed Metal                                                                |             |
| Weimar                          |            |           |            | Indie-Metal, Rap-Rock, Nu-Metal, Neue Deutsche Härte, Punk-Rock, Crossover |             |
| We Butter the Bread with Butter | 2007       |           | Berlin     | Metalcore, Deathcore                                                       |             |
| Wheel                           | 2006       |           | Dortmund   | Traditional Doom, Epic Doom                                                |             |
| Winterstorm                     | 2008       |           | Bayreuth   | Power Metal                                                                |             |
| Witchburner                     | 1992       |           | Fulda      | Thrash Metal                                                               |             |
| Wolfchant                       | 2003       |           | St. Oswald | Pagan Metal                                                                |             |
| Wolfen                          | 1994       |           | Köln       | Thrash Metal                                                               |             |
| Words of Farewell               | 2007       |           | Münster    | Progressive Death Metal                                                    |             |

## X
| Name               | Gründung | Auflösung | Herkunft        | Genre(s)                  | Anmerkungen                                       |
| ------------------ | -------- | --------- | --------------- | ------------------------- | ------------------------------------------------- |
| Xandria            | 1994     |           | Bielefeld       | Symphonic Metal           |                                                   |
| Xicution           | 2011     |           | Eberswalde      | Death Metal               |                                                   |
| Xiphea             | 2011     |           | Nürnberg        | Symphonic Metal           | Eigenbezeichnung des Stils lautet Fairytale Metal |
| XIV Dark Centuries | 1994     |           | Zella-Mehlis    | Pagan Metal, Viking Metal |                                                   |
| X-Wild             | 1993     | 1997      | Westdeutschland | Heavy Metal               |                                                   |

## Z
| Name     | Gründung | Auflösung | Herkunft        | Genre(s)    | Anmerkungen |
| -------- | -------- | --------- | --------------- | ----------- | ----------- |
| Zed Yago | 1986     |           | Westdeutschland | Heavy Metal |             |